# Orden der Treue (Sachsen-Meiningen)

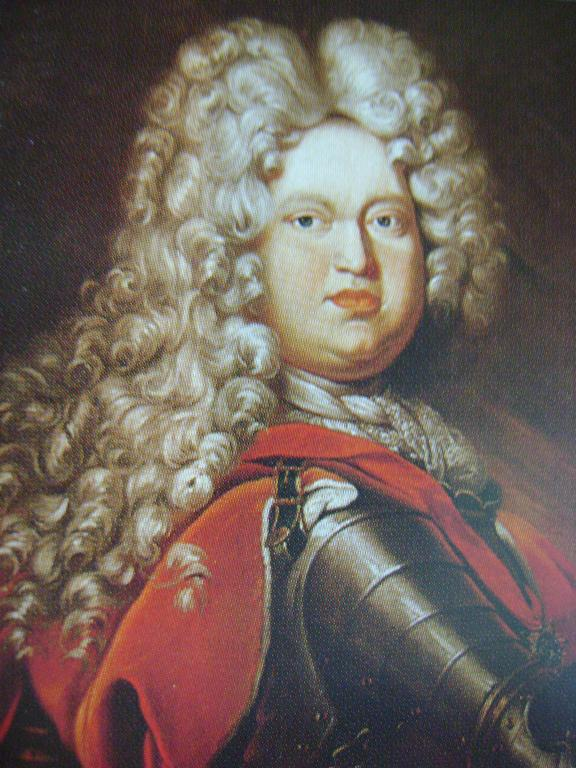
Ordensstifter Ernst Ludwig I. mit dem Ordenszeichen auf der Brust

Der Orden der Treue (französisch Ordre de la Fidelité) war der erste Hausorden des Hauses Sachsen-Meiningen. Er wurde vom Erbprinzen Ernst Ludwig am 6. Januar 1703 in Frankfurt am Main gestiftet, eine Woche später fand die erste Verleihung auf Schloss Elisabethenburg in Meiningen statt. Anlass war die Eroberung der Festung Landau am 12. September 1702 und die bevorstehende Vermählung mit Dorothea Maria von Sachsen-Gotha-Altenburg. Zu den ersten Rittern des Ordens ernannte Ernst Ludwig seine vertrautesten Kriegsgefährten. 1714 wurde der Orden aus Anlass der Hochzeit mit Elisabeth Sophie von Brandenburg erneuert.
Der Orden war ursprünglich auf 12 Ritter begrenzt, jedoch 1715 bereits auf 32 angewachsen. Ordenskandidaten mussten eine Adelsprobe auf 16 Ahnen ablegen. Neu aufgenommene Ritter waren verpflichtet, nach der Aufnahme dem regierenden Herzog als Großmeister des Ordens ein Porträt von sich sowie eine runde Glasscheibe mit der Gravur des Ordenszeichens und des eigenen Wappens zu schenken, die die Ritter in ihre Fenster einarbeiten ließen.
Nach dem Tod Friedrich Wilhelms 1746 wurde der Orden von Herzog Anton Ulrich, dessen Kinder aus erster Ehe mit der bürgerlichen Philippine Elisabeth Cäsar vom Orden ausgeschlossen waren, nicht mehr verliehen. Ordenskanzlei und -archiv wurden vermutlich als Erbe der Tochter des Stifters, Luise Dorothea von  Sachsen-Gotha-Altenburg, nach Gotha überführt.

## Ordensdekoration
Das Ordenszeichen war ein sechszackiger Stern mit goldenen Lilien zwischen den Strahlen. Der Stern war eine Anspielung auf den Stern von Bethlehem, da der Orden am Dreikönigstag gestiftet worden war. In der Mitte befand sich ein Medaillon, das im Avers die Initialen des Stifters unter einem Fürstenhut und die Inschrift l'Ordre de la Fidelité zeigte. Das Medaillon im Revers zeigte eine silberne Säule mit der Inschrift Fidèle et constant (Treu und beständig), am Postament der Säule war ein Hund angebunden, auf dessen Halsband die Worte Fidèle a m. m. zu lesen waren, was Fidèle a mon Maitre ‚Meinem Meister treu‘, Fidèle a ma Maitresse ‚Meiner Meisterin treu‘, Fidèle a ma Marie ‚Meiner Marie treu‘ oder Fidèle a ma Marggrave ‚Meiner Markgräfin treu‘ bedeuten konnte, letztere in Bezug auf Dorothea Maria bzw. Elisabeth Sophie, verwitwete Markgräfin von Bayreuth. Das Ordenszeichen wurde am roten Ordensband um den Hals oder an einer goldenen Kette im Knopfloch getragen.